# Antonín Dvořák Museum (Vysoká u Příbramě)
Het Antonín Dvořák Museum (Tsjechisch: Památník Antonína Dvořáka) is een biografisch museum in Vysoká u Příbramě ter herinnering aan de Tsjechische componist Antonín Dvořák (1841-1904).

## Collectie

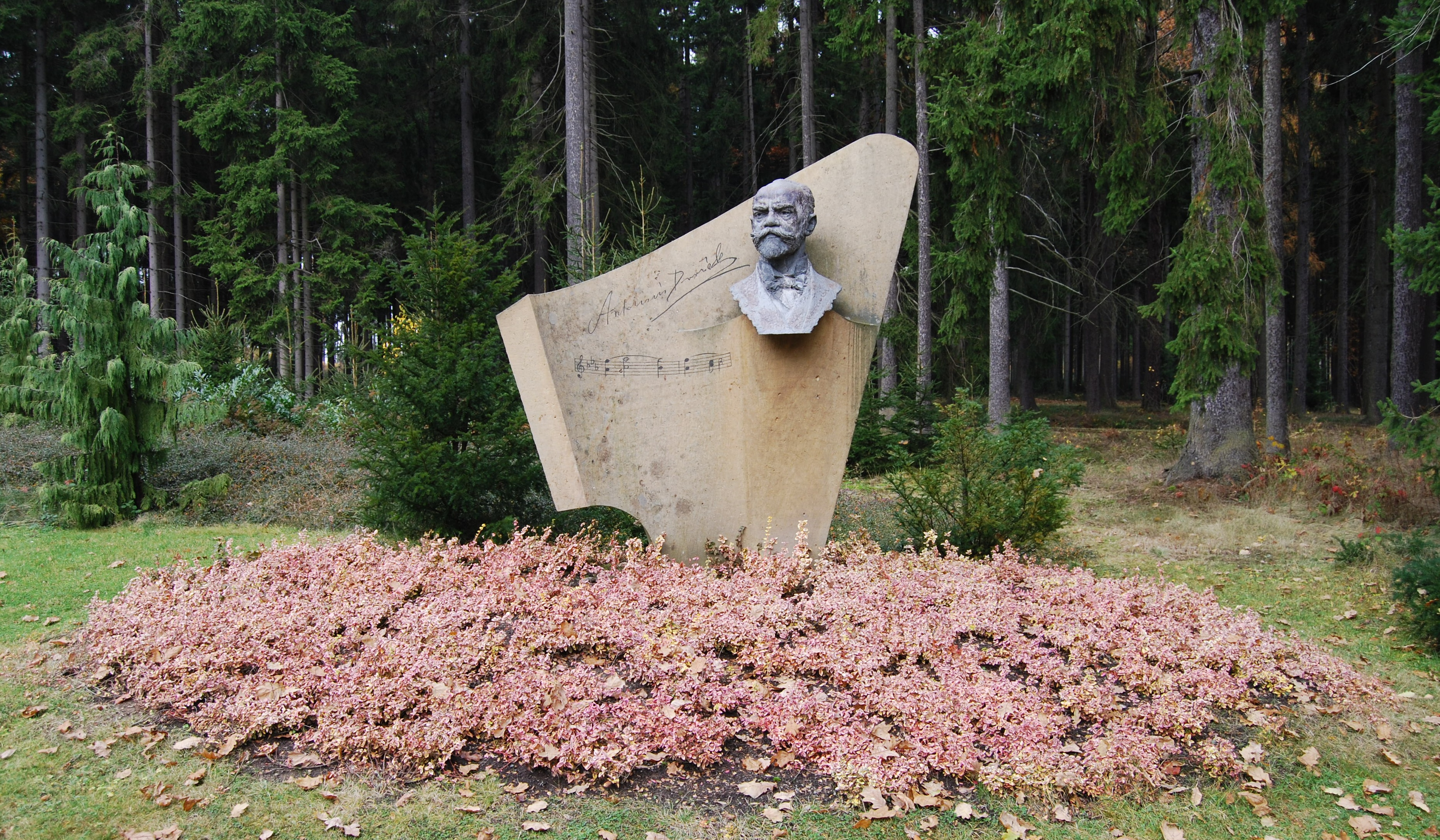
Monument van Dvořák

De collectie toont het werk en leven van Dvořák, met name in relatie met de tijd die hij in Vysoká doorbracht. Er zijn schaalmodellen van toneelsets gemaakt van premières van opera's en er worden kostuums getoond uit de opera Rusalka. Rusalka is tevens de naam van zijn villa die hij in de nabijheid liet bouwen.
Terwijl er op de achtergrond muziek van Dvořák speelt, is er ook nog een luisterkamer ingericht. Naar keuze kunnen hier tachtig verschillende opnames worden beluisterd. Verder is er nog een muziekbibliotheek en wordt de muziekdocumentaire Dvořák in Vysoká vertoond.
Naast de vaste collectie zijn er tijdelijke exposities te zien in de Václav Kounic Galerie op de begane grond. Ook worden hier stukken over de oorspronkelijke bewoners getoond, zijn zwager de graaf Václav Robert Kounic (Duitse spelling: Wenzel Robert von Kaunitz) en diens vrouw, de Praagse toneelactrice Josefina Čermáková.

## Geschiedenis
Het huis in Vysoká in Midden-Bohemen werd in 1878 gebouwd in opdracht van graaf Václav Kounic. Het is gesitueerd in een bebost gebied met verschillende meren. Twintig jaar lang kwam Dvořák hier geregeld om de Kounics te bezoeken. Na zijn doorbraak in Engeland in 1884, kocht hij een stuk grond van zijn zwager en bouwde er zijn landhuis Villa Rusalka. Het museum is gevestigd in het voormalige huis van Kounic en niet van Dvořák.
Hij componeerde hier meer dan dertig werken, vanaf de Quartettsatz in oktober 1881 tot de opera Armida in juli 1903. Daarnaast bracht hij nog wijzigingen aan eerdere composities aan. Slechts enkele andere voorbeelden zijn Čert a Káča, Rusalka en zijn 7e en 8e symfonie.
De eerste expositie over Dvořák werd hier in 1963 gehouden. Vanaf 1990 was het museum enkele jaren gesloten, omdat het huis en het aanpalende park grondig werd gerenoveerd. In mei 1994 werd het museum opnieuw geopend voor het publiek. De collectie werd hierbij verdeeld over drie verdiepingen. De begane grond werd net na de eeuwwisseling vernieuwd. Hier werd in mei 2001 de Václav Kounic Galerie geopend voor wisselende exposities.